# جيف فليك
جيف فليك (بالإنجليزية: Jeff Flake)‏ (ولد في 11 ديسمبر 1962) هو سياسي أمريكي، عضو في مجلس الشيوخ الأمريكي عن ولاية أريزونا، وانتخب لهذا المنصب أول مرة في 2012. وهو أحد أعضاء اللجنة القضائية بمجلس الشيوخ. ينتمي إلى الحزب الجمهوري. برز جيف فليك كأحد أبرز منتقدي الرئيس دونالد ترامب، حيث قال إن «وجود سلوك متهور ومخز وغير وقور على رأس الحكومة الأمريكية هو أمر خطر على الديمقراطية». وافق على الاستمرار في عملية ترشيح القاضي بريت كافاناه للمحكمة العليا للولايات المتحدة بعد إجراء تحقيق من طرف مكتب التحقيقات الفيدرالي. وقد رشحه الرئيس جو بايدن في 13 يوليو 2021 سفيرًا للولايات المتحدة لدى تركيا وهو بانتظار مصادقة الكونغرس الاميركي على الترشيح ليباشر مهماته. 

## استشهادات
1. ↑  GeneaStar | Jeff Flake، QID:Q98769076
2. ↑  Biographical Directory of the United States Congress (بالإنجليزية), United States Government Publishing Office, 1903, QID:Q1150348
3. ↑   https://github.com/unitedstates/congress-legislators. {{استشهاد ويب}}: |url= بحاجة لعنوان (مساعدة) والوسيط |title= غير موجود أو فارغ (من ويكي بيانات) (مساعدة)
4. 1 2 3 4 5 6   https://www.congress.gov/member/jeff-flake/F000444. {{استشهاد ويب}}: |url= بحاجة لعنوان (مساعدة) والوسيط |title= غير موجود أو فارغ (من ويكي بيانات) (مساعدة)
5. 1 2 3 4 5 6  Biographical Directory of the United States Congress (بالإنجليزية), United States Government Publishing Office, 1903, QID:Q1150348
6. 1 2 3  Biographical Directory of the United States Congress (بالإنجليزية), United States Government Publishing Office, 1903, QID:Q1150348
7. 1 2   http://bioguide.congress.gov/scripts/biodisplay.pl?index=F000444. {{استشهاد ويب}}: |url= بحاجة لعنوان (مساعدة) والوسيط |title= غير موجود أو فارغ (من ويكي بيانات) (مساعدة)
8. ↑  "عضوان جمهوريان في مجلس الشيوخ الأمريكي يهاجمان ترامب". بي بي سي عربي. 25 أكتوبر 2018. مؤرشف من الأصل في 2018-10-07. اطلع عليه بتاريخ 2018-10-06.
9. ↑  "بايدن يرشّح "جيف فليك" سفيرًا جديدًا لدى أنقرة". مؤرشف من الأصل في 2021-07-17. اطلع عليه بتاريخ 2021-07-17.

## وصلات خارجية
- جيف فليك على موقع IMDb (الإنجليزية)
- جيف فليك على موقع الموسوعة البريطانية (الإنجليزية)
- جيف فليك على موقع إن إن دي بي (الإنجليزية)